# Nassarius coronatus
Nassarius coronatus là một loài ốc biển, là động vật thân mềm chân bụng sống ở biển thuộc họ Nassariidae.